# Borgo San Giacomo
Borgo San Giacomo är en ort och kommun i provinsen Brescia i regionen Lombardiet i Italien. Kommunen hade 5 402 invånare (2018).